# Schroeteria bornmuelleri
Schroeteria bornmuelleri är en svampart som beskrevs av Magnus 1911. Schroeteria bornmuelleri ingår i släktet Schroeteria, divisionen sporsäcksvampar och riket svampar.   Inga underarter finns listade i Catalogue of Life.